# Opsine
Pour les articles homonymes, voir Opsine (homonymie).

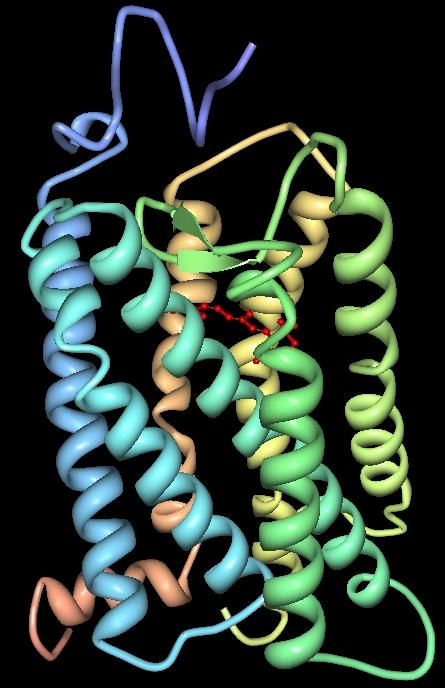
Structure spatiale de la rhodopsine bovine.

Les opsines forment une famille de protéines capables de réagir à l'énergie lumineuse grâce à sa liaison avec un chromophore particulier : le rétinal ou un de ses dérivés, formant ainsi une molécule mixte appelée rhodopsine. Ces protéines sont présentes dans l'ensemble du vivant, et sont impliquées dans la grande majorité des processus de photosensibilité.
On connaît bien deux catégories d'opsines :
- les trois opsines de la bactérie Halobacterium halobium, qui forment, associées à un chromophore rétinoïde, la bactériorhodopsine (bR), l'halorhodopsine (hR) et la rhodopsine sensorielle (sR) ;
- les opsines formant les rhodopsines visuelles, contenues dans les cellules photoréceptrices des yeux des animaux et responsables de la perception de la lumière.

## Structure et fonction de l'opsine
L'opsine est une protéine membranaire possédant 7 hélices transmembranaires. Elle est liée à une apoprotéine dérivée de la vitamine A, le chromophore, qui peut être soit le 11-cis-retinal, soit le 11-cis-3,4-dehydroretinal. Dans l'opsine bovine, cette liaison se fait par la lysine 296, située dans la dernière hélice transmembranaire.
L'opsine modifie la longueur d'onde d'absorption du chromophore auquel elle est associée. De plus, une fois que l'opsine est activée par l'absorption d'un photon par le chromophore, elle est capable d'activer un second messager (souvent une protéine G) et déclencher une réponse cellulaire. L'opsine confère donc à la cellule une sensibilité à la lumière.

## Opsines animales
On distingue sept grandes sous-familles d'opsines chez les animaux, qui se sont différenciées avant la séparation entre les Protostomiens et les Deutérostomiens.
```
└─o 
  ├─o Mélanopsines / Opsines couplées à Gq
  └─o 
    ├─o 
    │ ├─o Encephalopsines / tmt-opsines
    │ │
    │ └─o Opsines visuelles et non-Visuelles des vertébrés
    └─o
      ├─o Opsines couplées à Go
      └─o 
        ├─o Neuropsines
        └─o 
          ├─o Peropsines
          │
          └─o Photoisomérases
```

### Opsines des vertébrés

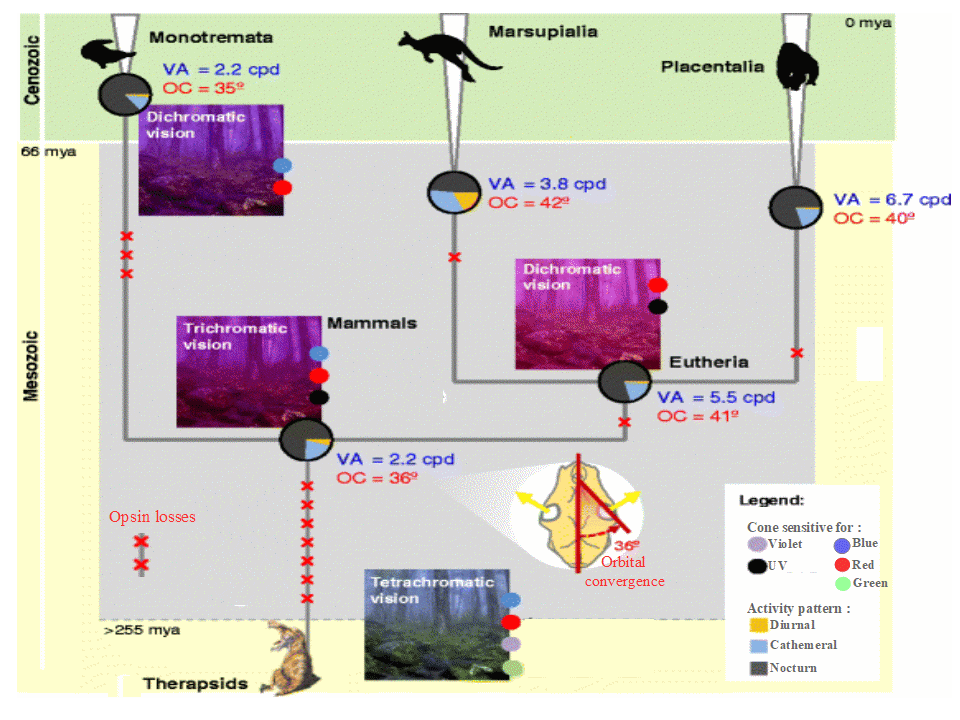
Évolution de la vision des couleurs chez les mammifères (essentiellement nocturnes) par perte d'opsine. Initialement petits et nocturnes, ils sont trichromates.

La sous-famille des opsines visuelles et non-visuelles des vertébrés s'est différenciée en 6 catégories bien distinctes, après l'individualisation de l'embranchement des vertébrés et avant la séparation en ordre distincts.
```
└─o Pigment ancestral des Vertébrés
  ├─o 
  │ ├─o Pigments P
  │ │
  │ └─o Pigments M/LWS
  └─o 
    ├─o Pigments SWS1
    └─o
      ├─o Pigments SWS2
      └─o 
        ├─o Pigments RH2 
        │
        └─o Pigments RH1 
```

Les poissons présentent une adaptation de leur vision des couleurs avec leur environnement lumineux, passant du tétrachromatisme pour les espèces vivant dans les eaux peu profondes à la perte de la vision des couleurs pour les espèces des profondeurs. Les oiseaux, reptiles et thérapsides (« reptiles mammaliens ») jouissent pour la plupart d’une vision probablement tétrachromate (la couleur supplémentaire étant souvent celle des ultraviolets qui sont utilisés pour différents rôles, comme la sélection sexuelle, la communication ou la reconnaissance), alors que la vision devient généralement dichromatique par perte d'opsine chez les mammifères aquatiques et les mammifères nocturnes. La plupart des mammifères actuels (bovidés, équidés, canidés, félidés, (singes du nouveau monde)) sont aujourd'hui considérés comme des dichromates, c'est-à-dire avec deux sortes de cônes seulement, mais quelques-uns (dont certains primates) sont trichromates.

Chez les primates, la perte de plusieurs gènes de récepteurs olfactifs associés à des opsines coïncide avec l'acquisition de gènes de photorécepteurs impliqués dans la vision trichromatique. Chez ces animaux, la tendance évolutive vers la disparition du museau et la régression du prognathisme facial est liée à la réduction de l'appareil olfactif au profit du système tactile et visuel (adaptation à la vie arboricole diurne grâce à des mains et pieds préhensiles, développement d'aires visuelles assurant une vision binoculaire stéréoscopique et une meilleure coordination dans l'obscurité de la forêt), et un trichromatisme lié à l'évolution d'un régime alimentaire exclusivement insectivore à un régime de plus en plus omnivore : fruits, jeunes pousses, noix, insectes présentant une taille et une consistance très variées, etc.). Cette vision trichromatique (vision rouge-vert supplémentaire) serait un avantage sélectif permettant de distinguer tout ce qui n'a pas la même couleur que celle d'un feuillage mature (fruits et jeunes pousses de la végétation).
Chez les primates haplorrhiniens (Singes et humains), le gène codant le pigment visuel absorbant les longueurs d'onde moyennes donne naissance par duplication à deux gènes. Cette mutation génétique leur fait gagner une couleur mais aussi une acuité visuelle bien supérieure à celles des autres mammifères.
Les humains ont les protéines photoréceptrices suivantes :
- la rhodopsine qui s'exprime dans les bâtonnets (responsables de la vision nocturne) ;
- trois types d'opsines différentes qui s'expriment dans les cônes (responsables de la vision des couleurs) :
  - l'opsine S (S pour « short » en anglais) ou bleue : maximum d'absorption à 420 nm ;
  - l'opsine M (M pour « middle » en anglais) ou verte : maximum d'absorption à 530 nm ;
  - l'opsine L (L pour « long » en anglais) ou rouge : maximum d'absorption à 560 nm.